# Crims al Bàltic: Segrestat
Crims al Bàltic: Segrestat (títol original en alemany, Der Usedom-Krimi: Entführt) és un telefilm alemany de la sèrie de pel·lícules de ficció criminal Crims al Bàltic. Va ser produïda per Razor Film Produktion GmbH per a Das Erste en nom d'ARD Degeto i NDR. Es tracta a la catorzena entrega de la sèrie i es va emetre per televisió el 4 de novembre de 2021. S'ha doblat al català per a TV3.
La pel·lícula es va rodar del 17 de novembre al 14 de desembre de 2020 a l'illa d'Usedom al mar Bàltic, a Brandenburg i Berlín. El segrest va ser filmat a la platja d'Ahlbeck, amb el moll al fons.
La primera emissió va ser vista per 6,63 milions d'espectadors a Alemanya i va aconseguir una quota de mercat de 22,6% al canal Das Erste.